# Mix 107.7 FM
Mix 107.7 FM es una estación de radio que transmite un formato con contenido urbano contemporáneo. Sirve al área de Puerto Rico. La estación es actualmente propiedad de International Broadcasting Corporation. Es ampliamente reconocida como pionera del formato de radio Hurban (abreviatura de "Hispanic Urban"), que mezcla rap y R&B en inglés con rap latino, pop latino y reguetón. La promesa de esta radio era "Reggaeton 24/7", es decir, música todo el día, mayormente de este género musical, sin embargo, en un tiempo, se llevó el formato de reguetón a formato Top 40, bajo el asesoramiento del locutor Antonio Rodríguez “Tony Banana”.
Personalidades como el locutor Luis J. Ortiz "El Coyote" son reconocidos por su gran aporte a esta plataforma desde sus inicios, posicionando además la música urbana en Puerto Rico y países donde llegó la señal de esta radio. Recientemente, se han sumado nuevos comunicadores reconocidos para renovar la radio, uno de ellos es Danya Santana, Maiky Backstage y Richie in the House.